# Uzech
Uzech település Franciaországban, Lot megyében. Lakosainak száma 201 fő (2022. január 1.). Uzech Catus, Gigouzac, Peyrilles, Saint-Denis-Catus és Thédirac községekkel határos.

## Népesség
A település népessége az elmúlt években az alábbi módon változott:
| Lakosok száma | 208  | 196  | 169  | 208  | 219  | 219  | 216  | 214  | 215  | 201  |
|               | 1968 | 1982 | 1990 | 2006 | 2013 | 2015 | 2017 | 2019 | 2020 | 2022 |